# الدين في الاتحاد السوفيتي
الدين في الاتحاد السوفيتي: هو الحالة التي عاشتها الجماعات الدينية في جمهورية روسيا الاتحادية الاشتراكية السوفيتية ولاحقاً في اتحاد الجمهوريات الاشتراكية السوفيتية خلال الفترة الممتدة من 1918 وحتّى 1991
الإلحاد يمثل وجهة النظر العامة التي تُنكر الدين ولكن هذا المفهوم لم يتم الإعلان رسمياً عنه كعنصر من ايدولوجية الدولة في الاتحاد السوفيتي على الرغم من دعم الدولة بشكل كبير له حتّى عام 1988 عندما تمت اصلاحات غوربتشوف التي حررت البلاد سياسياً واقتصادياً، وحتّى تلك الفترة كان بيان لينين في وصف الدين معروف لغالبية سكان الاتحاد السوفيتي:
«يجب أن نُحارب الدين، هذه هي أبجدية المادية وبالتالي الماركسية» وتذهب الماركسية أبعد من ذلك حيث تقول: «يجب أن نكون قادرين على محاربة الدين، ولتحقيق ذلك يجب أن نوضح مادياً مصدر الإيمان والدين للجماهير».
إضافة للترويج لفكرة الإلحاد قامت الجهات الحكومية باعتقالات جماعية واضطهادات لرجال دين وخطباء في عشرينات وثلاثينات القرن العشرين وبقي القضاء على على الحياة الدينية يُنفذ بأمر إداري من قبل سلطات الدولة حتى عام 1939.
في نفس الوقت لم يكن هناك قضاء كامل على الحياة الدينية بشكل رسمي فخلال فترات معينة من تاريخ الاتحاد السوفيتي دعمت القيادة السوفيتية بعض الديانات وساعدتهم على تحقيق مصالهحم السياسية.

## الفترات

### حتى عام 1929
وفقاً للمادة التي تم اقرارها في 27 أكتوبر للعام 1917 اعتمد المجلس الثاني لروسيا السوفيتية حق العمال والجنود ونواب الفلاحيين في نقل ملكية الأراضي التي تملكها الكنيسة، ومنذ ذلك الحين تم وضع الأراضي التي تملكها الكنيسة إضافة لبعض الأمور الأخرى تحت تصرف لجان «الفولست» ومجالس القاطعات حتّى يتم حل قضية الأرض من قرار صادر من الجمعية التأسيسة.
في الثاني من نوفمبر عام 1917 تم الإعلان من قبل مجلس الموظفين الشعبين عن «حقوق شعوب روسيا» وتم ضمنها إلغاء جميع الامتيازات الوطنية والوطنية-الدينية.
بموجب مرسوم «الطلاق» الصادر في 16 ديسمبر 1917 ومرسوم «الزواج المدني واحتفاظ الأطفال بحقوقهم» تم اعتبار الزواج شأناً خاصاً ولم يعد تأثير الخلفية الدينية تشكل عائق بالنسبة للوالدين ولا للأطفال وفق قوانين الدولة
وقدأعلن الحزب الشيوعي الحاكم في عام 1919 أن مهمته ستكون «اذبة التحيزات الدينية»

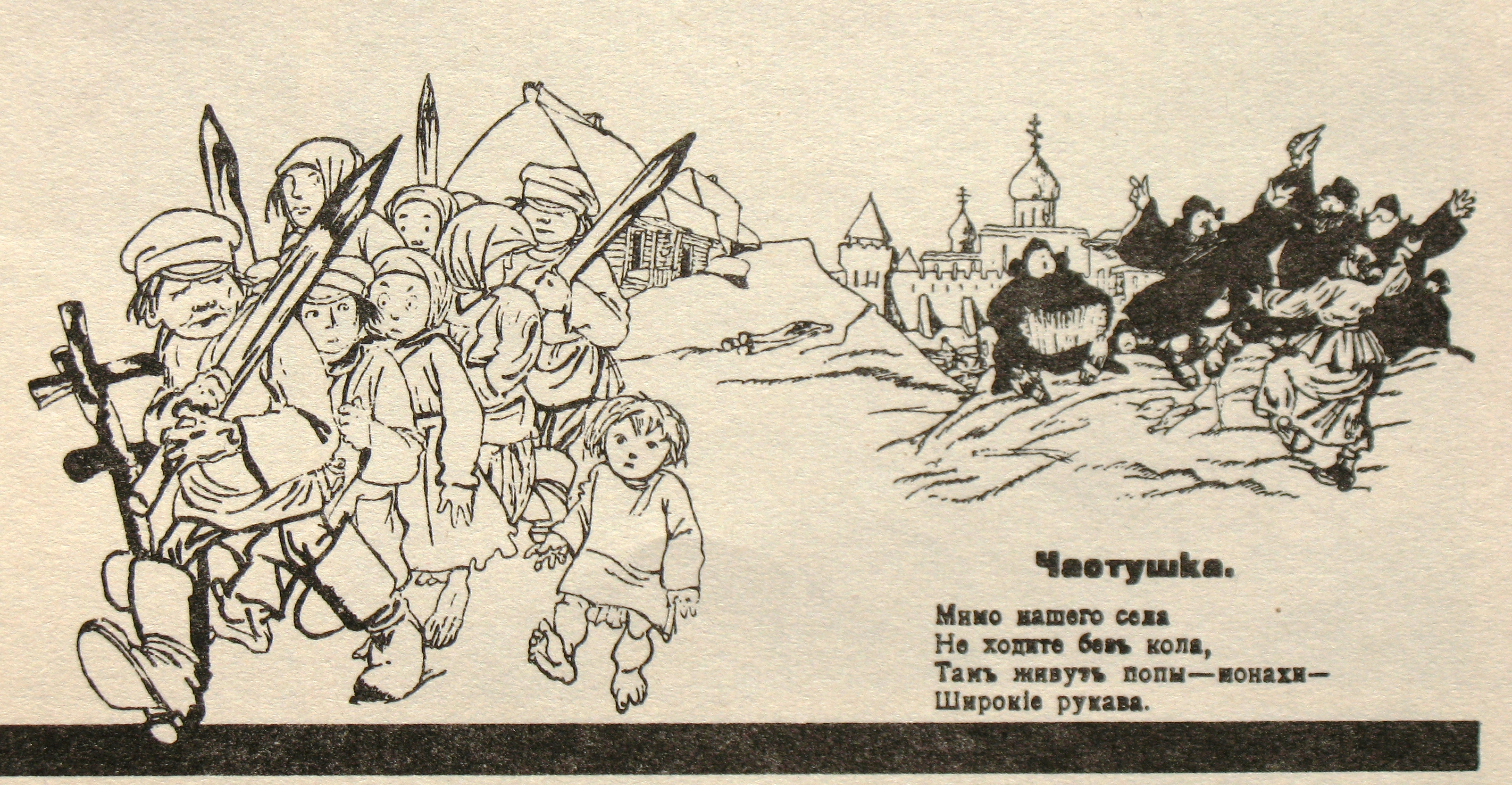
كاريكاتير يمثل دعاية ثورية عام 1917

كان من أهم قرارات الحكومة البلشفية هي قرارت اليساري الثوري ومفوض العدل الشعبي ايساك زاخاروفيتش شتينبرغ والذي أعده مع ميخائيل رايزنر رئيس قسم التشريعات لمفوضية الشعب، حيث أعدو قراراً اعتمد في 20يناير وتم نشره رسمياً في 23 يناير 1918 حول فصل الكنيسة عن الدولة والمدرسة عن الكنيسة حيث كانت الكنيسة تفرض سلطتها على المدارس والمؤسسات الحكومية وكانت تُعتبر بأنها مؤسسة حكومية، وقد حُرمت بعد ذلك من أن تكون كياناً قانونياً وتم حرمانها من الملكية وأُعلن الدين شأناً خاصاً للمواطنين، وقد صدر مرسوم يعلن تنفيذ الأوامر والقرارات التي صدرت في عام 1917 والتي ألغت وظائف الكنيسة الأرثودوكسية كمؤسسة حكومية تتمتع بحماية الدولة.
ويمكن القول أن الدين في الاتحاد السوفياتي بعد نجاح الثورة الشيوعية أو ثورة العمال (البروليتارية) تعرض للتهميش.

### خلال الحرب العالمية الثانية وبعدها
خلال حرب 1941-1945، تخلت القيادة السياسية لاتحاد الجمهوريات الاشتراكية السوفياتية أخيرًا عن خطط التدمير المبكر للدين والكنيسة وتحولت إلى سياسة إحياء جزئي للحياة الدينية في البلاد تحت سيطرة الدولة المشددة.
في 4 أبريل 1942 تم الغاء الحظر في موسكو لمدة ليلة واحدة في عيد الفصح وقد تم إعلان هذا الخبر في الراديو قبل ساعات قليلة، والتي جرى الاحتفال ظروف تعتيم شديدة وحضرها ما يصل إلى 85 ألف شخص، وفقًا لـ وزارة أمن الدولة لاتحاد الجمهوريات الاشتراكية السوفيتية.
في 14 سبتمبر تم إنشاء مجلس شؤون الكنيسة الأرثودكسية الروسية لاتحاد الجمهوريا الاشتراكية السوفيتية، وفي 19 مايو 1941 تم إنشاء مجلس اطوائف الدينية، الذيأوكلت إليه مسؤولية التفاعل بين الحكومة وبطريركية موسكو بالإضافة للجمعيات الدينية للمسلمين واليهود والبوذيين والأرمن والميلاديين والمؤمنين القدماء والكنائس الكاثوليكية واللوثرية والمنظمات الطائفية". كان من المفترض أن تقوم المجالس بصياغة القوانين التشريعية والمراسيم الحكومية المقابلة، ومراقبة تنفيذ التشريع الخاص بالطوائف. كان للسوفييت ممثلين في الجمهوريات والمناطق والأقاليم الدينية.
بالإضافة لإجراءات فتح الكنائس المؤرخة في 28 نوفمير 1943 واجراءات افتتاح مباني خاصة بالصلاة للطوائف الدينية بتاريخ 19 نوفمبر 1944، فقد تم اعداد مراحل لفتح مؤسسات دينية جديدة بعد تحرير كافة الأراضي السوفيتية من القوات الألمانية وقد تمت تسمية هذا العمل كعمل فعلي تقوم به الحكومة السوفيتية وبشكل عام فإن هذا العمل لم يغلق وفي عام 1946 كان هناك 10547 كنيسة ودور عبادة أُخرى منها 2816 مكان عبادة في جمهورية روسيا الاتحادية الاشتراكية السوفيتية.
في 1 يناير 1946 تم تخفيض أسعار الكهرباء على جميع المؤسسات الدينية في الاتحاد السوفيتي بشكل كبير حيث انخفض من 5.5 روبل إلى 1.65 روبل لكل كيلواط/ساعة، ووفق المرسوم رقم 1637 الصادر في 24 نوفمبر 1947 أمر مجلس وزراء اتحاد الجمهوريات الاشتراكية السوفياتية وزارة التجارة في اتحاد الجمهوريات الاشتراكية السوفياتية بتزويد طلاب ومعلمي المدارس الدينية من جميع الأديان بالمواد الغذائية إلى جانب المؤسسات التعليمية العلمانية الحكومية.

### في فترة حكم خروتشوف
رغم أن فترة حكم حكم خروتشوف وصفت بأنها مرحلة الذوبان بين الدولة والمؤسسات الدينية بعد العلاقات السيئة بينهم أثناء حكم سلفه، إلاّ أن العلاقات أصابها برود كبير.
ففي 7 يونيو 1954 أصدرت اللجنة المركزية للحزب الشيوعي السوفيتي مرسوما بشأن «أوجه القصور الرئيسية في الدعاية الإلحادية» والتي ستساعد على إعادة إحياء المؤمنين من مختلف الطوائف، وفي الوقت ذاته تقوم وزارة التعليم والنقابات بعمل مناهض للمؤسسات الدينية بشكل منهجي ودون توقف من خلال التأثير على اقناع المتلقيين والتعامل الفردي مع المؤمنين، لكن بسبب الخلافات في القيادة تم طوي تنفيذ هذا القرار ونتيجة لذلك أصدر الحزب الشيوعي السوفيتي مرسوماً جديداً حول «الأخطاء في إجراء الدعاية العلمية والإلحادية للسكان» في 10 نوفمبر 1957، وقد أدان هذا المرسوم التدخل الإداري في عمل المؤسسات الدينية بدلاً من نشر العمل المنظم لتعزيز المعرفة في العلوم الطبيعية والنضال الايديولوجي ضد الدين، اذافة إلى ذلك منح قرار مجلس الوزارء للجمهوريا الاشتاركية السوفيتية الصادر في 17 فبراير 1956 والمتضمن تغيرر اجراءات فتح مباني الصلاة وبناء على ذلك أصبح للكنيسة الأرثوذكسية الروسية الحق في تسجيل الجماعات الدينية التي تعمل دون ازن رسمي.
أثناء حُكم خروتشوف تم استخدام السينما بشكل كبير لخلق الداعاية المروجة للإلحاد فتم إنتاج العديد من الأفلام لهذا الغرض مثل:
- 1959 إيفانا Иванна
- 1960 - المعجزة Чудотворная
- 1960 - غيوم فوق بورسك Тучи над Борском
- 1960 - أحبك يا حياة! Люблю тебя, жизнь!
- 1961 - لعنة Анафема
- 1961 - خدع Обманутые
- 1962 هرمجدون Армагеддон
- 1962 - اعتراف Исповедь
- 1962 - نهاية العالم Конец света
- 1962 - كافر Грешница
- 1962 - ملاك خاطئ Грешный ангел
- 1962 - زهرة على الحجر Цветок на камне
- 1963 - كل شيء يبقى للناس Всё остаётся людям

### في الفترة 1964 حتّى 1991
تم إنشاء معهد الإلحاد العلمي في موسكو عام 1965 وتم وضعه تحت سيطرة مجلس وزارة الاتحاد السوفيتي وقد كان لمجلس الوزراء الحق بشأن تسجيل الجمعيات الدينية أو إلغاء تسجيلها وله الحق في فتح أو إغلاق مباني الصلات إضافة إلى أنّه مراقب دائم لأي نشاط ديني

## الانشقاق الديني
جزء كبير من رجال الدين شكلوا بداية 1940 مجموعات سرية مناهضة للحكم الشيوعي في أوائل الخمسينيات من القرن الماضي تم تطبيع العلاقات بين سلطة الدولة وقيادة بطريركية موسكو وقد تحولت هذه العلاقة فيما بعد إلى ولاء كامل من البطريركية للحكم الشيوعي، ظهر الكثير من الأفراد والجماعات اللذين عبروا عن عدم رضاهم عن هذا الوضع وكان أول منشق عن الكنيسة كراسنوف ليفيتين الذي نشر بشكل فردي عام 1985 مقالات تصف اضطهاد المؤمنين في اتحاد الجمهوريا الاشتراكية السوفيتية.
كان الإنشقاق منتشر بقوة بين المعمدانيين في العشرينيات وقد حُكم على المثير من القادة ورجال الدين المعمدانيين بأحكام سجن، في عام 1960أنشأ جورجي فينيز مع معمدانيين أخرين «مجموعة مبادرة» تحولت فيما بعد إلى اتحاد دولي لمجلس الكنائس المعمدانية الإنجيلية وقد رفض أعضاؤها تسجيل جماعاتهم لدى الوكالات الحكومية.
في فبراير من العام 1964 أنشأ خريجوا جامعة ليننغراد على رأسهم إيغور أوجورتسوف ويفغيني فاجين وميخائيل سادو منظمة سرية تجت اسم الاتحاد الروسي المسيحي الاجتماعي من أجل تحرير الشعب الذي كان هذفه تغير نظام الحكم في الاتحادالسوفيتي عن طريق انقلاب عسكري في الوقت نفسه كانت ايديولوجية المجلس الأعلى للسوفيت متماشية نوعاً ما مع الديمقراطية المسيحية إلا أن ذلك لم يمنع من اعتقاد قادة المنظمة وسجنهم لفترات طويلة.
في عام يونيو 1976 وقع عدد من ممثلي الأرثوذكسية والكاثولوكية إضافة لممثلين من باقي الطوائف المسيحية «نداء أعضاء الكنائس المسيحية في اتحاد الجمهوريات الاشتراكية السوفياتية للجمهور المحلي والعالمي» الذي احتج على القيود المفروصة بحق المؤمنين في الاتحاد السوفيتي.
في ديسمبر 1976 تم إنشاء اللجنة المسيحية لحماية حقوق المؤمنين في الاتحاد السوفيتي بمبادرة من الكُهان جليب ياكونين، هيرودكون بارسانوفيس وفيكتور كابيتانشوك، في نفس السنة كان هناك قمع عنيف لهذه الحركة وقد استطاع الكي جي بي هزيمتها في عام 1980.
في أغسطس 1989 تم إنشاء أول منظمة للمسيحين في الاتحاد السوفيتي تحت اسم «الاتحاد الديمقراطي المسيحي لروسيا».